# Lecanora conizaeoides
Lecanora conizaeoides (ein etablierter deutscher Name existiert nicht) ist eine Flechte. Sie ist besonders säureliebend (acidophil) und als unempfindlichste aller bekannten Flechtenarten gegenüber sauren Luftschadstoffen diejenige Art, die am weitesten in urbane und industrialisierte Gebiete vordringt.

## Beschreibung
Lecanora conizaeoides zählt zu den Krustenflechten, d. h. der Thallus liegt eng auf der Unterlage auf. Im Thallus sind Zellen der Grünalge Trebouxia jamesii mehr oder weniger regelmäßig zwischen den locker vernetzten Pilzhyphen eingebettet. Das Lager ist meist gelblich graugrün, körnig bis warzig und unregelmäßig sorediös. Die unbereiften, meist graugrünen bis bräunlichen Fruchtkörper sind Apothecien mit 0,4 bis 1,2 mm Durchmesser. Der lagerfarbene Rand ist glatt oder sorediös. Die einzelligen Sporen sind farblos.
Die Flechte ist häufig durch Parasiten befallen, besonders im Winterhalbjahr durch den Pilz Athelia arachnoidea, sichtbar durch kreisrunde, braune Absterbeerscheinungen mit weißlichem Rand und mehreren Zentimetern Durchmesser. Als Sekundärinfektionen wurden Befall mit dem ebenfalls auf Flechten parasitierenden Pilz Lichenoconium erodens und der Alge Desmococcus naegelii beschrieben.

## Verbreitung
Die Flechte wächst epiphytisch auf – natürlich oder immissionsbedingt – saurer Baumrinde, sowohl in Wäldern als auch auf freistehenden Bäumen, selten auch auf Silikatgestein.
Lecanora conizaeoides ist in Mittel- und Westeuropa verbreitet, im Mittelmeerraum selten. Auch aus Nordamerika sind Vorkommen, besonders in Küstennähe, bekannt.
In Gebieten mit hoher Luftschadstoffbelastung ist sie oft die letzte Flechte, die verschwindet. In Reinluftgebieten ist sie hingegen selten. Noch um 1900 war sie allgemein extrem selten, und da sie in alten Flechtenherbarien fehlt, kamen manche Autoren zu der Vermutung, die Art sei erst im Industriezeitalter mutativ aus Lecanora varia entstanden.
Unter dem Einfluss der Luftverschmutzung – sie erträgt mittlere Schwefeldioxid-Konzentrationen um 0,150 mg/m³ – konnte sich die Flechte stark ausbreiten und wurde zusätzlich durch die forstliche Bevorzugung von Nadelbäumen (die saure Rinde besitzen) gefördert. Seit einigen Jahren ist Lecanora conizaeoides in Gebieten, in denen sie zuvor häufig war, jedoch wieder stark rückläufig, was auf den Rückgang saurer Immissionen, insbesondere Schwefeldioxid, zurückgeführt wird (heutige SO2-Konzentrationen in den europäischen Ballungszentren liegen meist wieder erheblich unter dem oben genannten Wert).

## Physiologie
Flechten (die eine Symbiose aus Alge und Pilz darstellen) produzieren häufig Sekundärstoffe, die weder Alge noch Pilzpartner allein herstellen können. Bei Lecanora conizaeoides wurden Depside nachgewiesen, wobei Fumarprotocetrarsäure dominiert. Diese dienen vermutlich der Lichtabschirmung und haben antibiotische Wirkung. Außerdem könnten sie zur Resistenz gegenüber Metallionen, etwa Mangan, beitragen.

## Systematik
Die Erstbeschreibung von Lecanora conizaeoides (Nyl.) ex Cromb. erfolgte 1885. Synonym wurde die Art auch unter Lecanora pityrea Erichsen geführt.